# Alte Mühle (Cobbenrode)

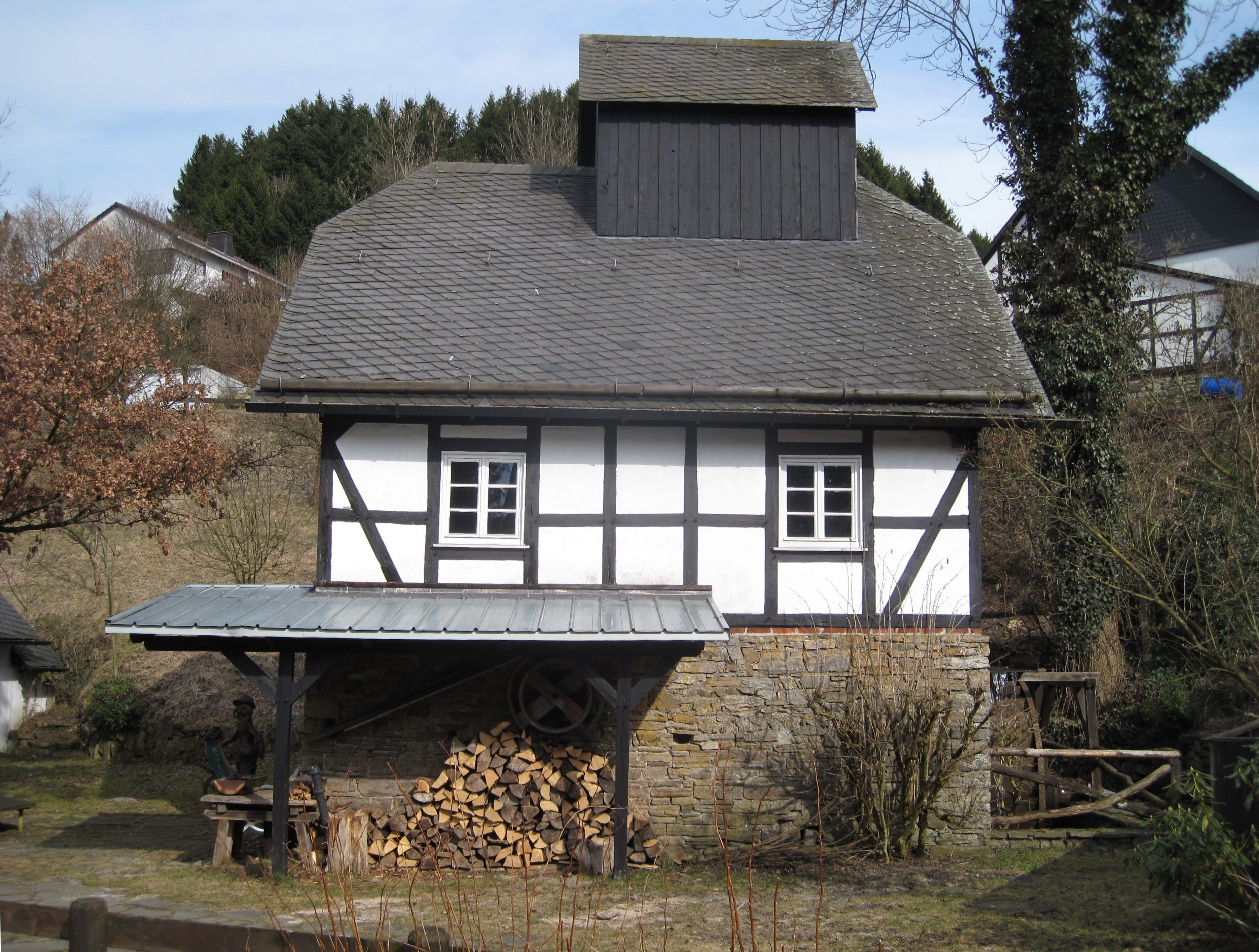
Alte Mühle

Die Alte Mühle ist eine denkmalgeschützte historische Wassermühle in Cobbenrode.
Der Ursprung der Getreidemühle liegt im 17./18. Jahrhundert. Als erster Besitzer wird im Jahr 1648 die Familie von Esleben zu Cobbenrode genannt. Die letzte Modernisierung erfolgte 1930. 1972 wurde der Mühlbetrieb eingestellt. In den Jahren 1988 bis 1990 erfolgte eine Restaurierung.
Die Mühle ist eine Außenstelle des Maschinen- und Heimatmuseums Eslohe. Aufgrund der gut erhaltenen Mühlentechnik können Demonstrationen eines Mahlvorganges stattfinden. In einem kleinen Raum werden Handwerksgeräte gezeigt, die der Müller zur Ausübung des Berufes benötigte.
Ursprünglich wurde die Mühle mit dem Wasser vom Esselbach betrieben. Bei Straßenbauarbeiten wurde der Esselbach tiefergelegt, so dass dessen Wasser für die Mühle nicht mehr nutzbar war. Mit dem Wasser eines kleinen Nebenbachs des Esselbachs in einem kleinen südlich gelegenen Mühlenteich kann die Mühle eine Stunde betrieben werden.
Die Mühle kann heute auch mittels Elektroantrieb genutzt werden. Neben der Mühle wurde ein Backhaus errichtet, in dem Brot in einem Steinbackofen aus dem Jahre 1903 gebacken wird.